# Кабанов Олександр Євгенійович
Олександр Євгенійович Кабанов (нар. 6 серпня 1973, Запоріжжя) — український сценарист, політик. Народний депутат України 9-го скликання.

## Життєпис
Закінчив Запорізький медичний інститут (спеціальність «Лікар-психотерапевт»). Другу вищу освіту отримав у Запорізькому національному університеті (факультет фінансів). Також закінчив Московську медичну академію імені І. М. Сєченова (спеціальність «Психотерапія»). Сценарист Студії «Квартал 95».
Був дитячим психотерапевтом. З 1999 по 2006 рік працював на ТРК «Алекс». З 2000 по 2008 рік — тренер з нейролінгвістичного програмування, з 2002 по 2008 рік — тренер компанії «Сучасні психотехнології».
Кабанов є співзасновником ТОВ «РИФ» та ТОВ «ЛАГУНА-К».

## Політична діяльність
На президентських виборах 2019 року — працював у креативній групі кандидата у президенти Зеленського. Кандидат у народні депутати від партії «Слуга народу» на парламентських виборах 2019 року, № 87 у списку. На час виборів: сценарист ТОВ «Квартал 95», член партії «Слуга народу», живе в Києві.
Член Комітету ВРУ з питань гуманітарної та інформаційної політики.
Голосував за проєкт постанови 0901-П «Про скасування рішення Верховної Ради України від 16.01.2020 року про прийняття у другому читанні та в цілому як закону України проєкту Закону України „Про повну загальну середню освіту“», закону, який не передбачає існування російськомовних шкіл.

## Скандали
В грудні 2019 Кабанов під час засідання ВРУ по телефону домовлявся про покупку елітного авто Jaguar F-Pace за 63 тис. $, також домовлявся про отримання підробної довідки про доходи для отримання відтермінування оплати на авто на кілька днів.
У 2022 році проголосував за містобудівну реформу, яка впроваджувалася в інтересах забудовників.